# Baszta (Średniak)
 Baszta (Kozi Mnich, 920 m n.p.m.) – skała w Masywie Śnieżnika, w Sudetach.
Kilkunastometrowa gnejsowa skała na południowo-zachodnim zboczu góry Średniak porośniętym lasem regla dolnego w dolinie potoku Czarnej.

## Szlaki turystyczne
Obok  biegnie szlak turystyczny:
- czerwony główny szlak sudecki Międzygórze - Hala pod Śnieżnikiem[1].